# Zamek w Artelshofen
Zamek w Vorra – gotycki zamek, znajdująca się w  Vorra - Artelshofen w regionie Norymbergi.